# Chlói (ort i Grekland, Thessalien)
Chlói (Chloi, Κουνιάρη) är en ort i Grekland.   Den ligger i prefekturen Nomós Magnisías och regionen Thessalien, i den centrala delen av landet, 180 km nordväst om huvudstaden Aten. Chlói ligger 110 meter över havet och antalet invånare är 359.
Terrängen runt Chlói är kuperad åt sydost, men åt nordväst är den platt. Runt Chlói är det ganska glesbefolkat, med 25 invånare per kvadratkilometer. Närmaste större samhälle är Volos, 18,5 km öster om Chlói. Trakten runt Chlói består till största delen av jordbruksmark.